# Bourbonia bifasciata
Bourbonia bifasciata là một loài bọ cánh cứng trong họ Cerambycidae.